# Старо гробље у Пожаревцу
Старо гробље у Пожаревцу је јавно гробље које се налази у Пожаревцу. Гробље се води као локално гробље.

## Историјат
Локација гробља је одређена још 1861. или 1862. године али тачна година прве сахране није позната. Површина на којој се налази гробље обухвата 13 хектара и има 9.000 гробова што је максимум његове попуности. На овом гробљу је извршена адаптација капела, изградња ограда, уређење прилаза, уређење зелених површина, уређење санитарних чворова и напонске мреже.
На гробљу се налазе надгробни споменици војника из Првог и Другог светског рата. На гробљу се обично сахрањују староседеоци Пожаревца и њихове породице. Проценат православних хришћана на гробљу чини око 99 процената свих сахрањених, тако да је ово уједно и православно гробље.
Велики број надгробних споменика различитих стилских и иконографских особености од прворазредног су значаја за хронолошко праћење континуитета културног развоја овог дела земље. Самим тим, Старо гробље представља један део историје овог дела Србије и као такво, заслужује да буде уписано као споменик културе у Србији.
Старо гробље је конзервирано одлуком Града Пожаревца, тако да се не може даље ширити.
На гробљу се налази и споменик Даворјанки Пауновић. Даворјанкина мајка Бисенија је након смрти свог супруга одлучила да посмртне остатке ћерке пребаци на пожаревачко Старо гробље, где су већ били сахрањени њена старија ћерка и супруг. Она је због тога подигла споменик и уредила гроб, одмах поред породичне гробнице. Када се надлежнима обратила с овим захтевом, била је одбијена с образложењем да треба да испоштује одлуку своје ћерке да буде сахрањена у Белом двору.

## Сахрањени на гробљу
На пожаревачком Старом гробљу почивају многи знаменити Пожаревљани а неки од њих су:
- Божидар Димитријевић Козица
- Бора Спужић
- Васа Пелагић
- Влајко Стојиљковић
- Владимир Стојиљковић
- Владимир Шукљевић
- Живка Матић
- Жика Петровић
- Милица Стојадиновић Српкиња
- Владимир Урошевић
- Сретен Мирковић
- Драган Фелдић

## Галерија
- Гробница породице Душманић
- Гроб Васе Пелагића
- Гроб Боре Спужића Кваке